# 타하르 벤 젤룬
타하르 벤 젤룬(아랍어: الطاهر بن جلون, 1944년 12월 1일 ~ )는 모로코의 시인이자 소설가이다. 1985년 작품 《성스러운 밤》(프랑스어: La Nuit Sacrée)으로 공쿠르상을 수상하였다.
2014년 10월 26일 플뢰르 펠르랭 문화부 장관이 "지난 2년간 소설을 한 권도 읽지 않았다"고 고백하자, 벤 젤룬은 "우리는 문화를 진지하게 생각하지 않는 시대에 살고 있다"며 안타까움을 드러냈다.

## 국내 출간 소설
- 도둑과 공무원(L’Homme rompu, 1995)[3]
- 감각의 미로(Le Labyrinthe des sentiments, 2000)[4]
- 탕헤르의 여인 지나(La Nuit de l'erreur, 2004)[5]
- 신성한 밤(La Nuit Sacrée, 2007)[6]
- 모래의 아이(L’Enfant de sable, 2007)[7]